# 경기도양평교육지원청
경기도양평교육지원청(京畿道楊平敎育支援廳, Yangpyeong Office of Education)은 경기도 양평군을 관할하는 경기도교육청 산하의 교육지원청이다.
교육장은 장학관으로 보한다.

## 산하기관

### 초등학교
| - 강상초등학교 - 강하초등학교 - 개군초등학교 - 곡수초등학교 - 다문초등학교 - 대아초등학교 | - 서종초등학교 - 세월초등학교 - 수입초등학교 - 양동초등학교 - 고송분교 - 양서초등학교 | - 양수초등학교 - 양평단월초등학교 - 양평동초등학교 - 양평초등학교 - 옥천초등학교 - 용문초등학교 | - 원덕초등학교 - 정배초등학교 - 조현초등학교 - 지평초등학교 - 청운초등학교 |

### 중학교
| - 강하중학교 - 개군중학교 - 국수중학교 | - 단월중학교 - 서종중학교 - 양동중학교 | - 양수중학교 - 양일중학교 - 양평중학교 | - 용문중학교 - 지평중학교 - 청운중학교 |

## 같이 보기
- 대한민국 교육부